# Hradečno
Hradečno – gmina w Czechach, w powiecie Kladno, w kraju środkowoczeskim. Według danych z dnia 1 stycznia 2012 liczyła 495 mieszkańców.
Składa się z trzech części:
- Hradečno
- Nová Studnice
- Nová Ves